# Víctor Fernández Satué
Víctor Fernández Satué (Barcelona, 2 de mayo de 1998), más conocido como Víctor Fernández, es un futbolista español que juega de extremo y delantero en el Enosis Neon Paralimni de la Primera División de Chipre..

## Trayectoria
Nacido en Barcelona, Víctor es un jugador formado en las categorías inferiores de equipos como Jabac,  Sant Cugat, Damm CF, CE Sabadell y Unió Esportiva Cornellà, del que en 2017 abandonaría para ingresar en el Newcastle United para jugar en su equipo filial.
En su primer año en el Newcastle, Fernández se convirtió en un habitual de los entrenamientos del primer equipo e incluso llegó a debutar en un amistoso en un mini stage que hizo el equipo dirigido por Rafa Benítez.
El 31 de julio de 2020, firma por el FC Viitorul Constanța de la Liga I por tres temporadas. El 22 de agosto de 2020, hizo su debut en la Liga I en un empate a uno frente al UTA Arad, en el que jugó 25 minutos.
En enero de 2021, se marchó al FC Botosani, dónde solo estuvo un mes. Tras su experiencia en el extranjero, el 2 de febrero de 2021, firma por la U. E. Cornellà de la Primera División RFEF.
En julio de 2022, firma por el Volos NFC de la Super Liga de Grecia.
El 31 de enero de 2023, firma por el Enosis Neon Paralimni de la Primera División de Chipre.

## Clubes
| Club                    | País       | Año         | Partidos | Goles |
| ----------------------- | ---------- | ----------- | -------- | ----- |
| Newcastle United Sub-23 | Inglaterra | 2017 - 2020 |          |       |
| FC Viitorul Constanța   | Rumania    | 2020 - 2021 |          |       |
| FC Botosani             | Rumania    | 2021        |          |       |
| U. E. Cornellà          | España     | 2021 - 2022 |          |       |
| Volos NFC               | Grecia     | 2022 - 2023 |          |       |
| Enosis Neon Paralimni   | Chipre     | 2023 -      |          |       |